# 藤堂高悠
藤堂 高悠（とうどう たかなが）は、伊勢津藩の第8代藩主。藤堂家宗家8代。

## 生涯
寛延4年（1751年）、江戸卯原にて生まれる。初名は高丘。先代である父の藤堂高朗は第6代藩主・高治の長男・高般を養嗣子として迎えていた。宝暦2年（1752年）8月23日、高般の養子となる。宝暦4年（1754年）に高般が死去し、翌年3月13日に高治の嫡孫になった。明和3年（1766年）8月15日、将軍徳川家治に御目見する。同年12月19日、従四位下・大学頭に叙任する。明和6年（1769年）2月9日、高朗の隠居により家督を継ぐ。同年3月5日、和泉守に改める。同年12月18日、侍従に任官する。
高悠は勤皇の意思が強く、佐賀藩と協力して仙洞御所の普請役を率先して務めたが、そのため藩財政をさらに悪化させた。

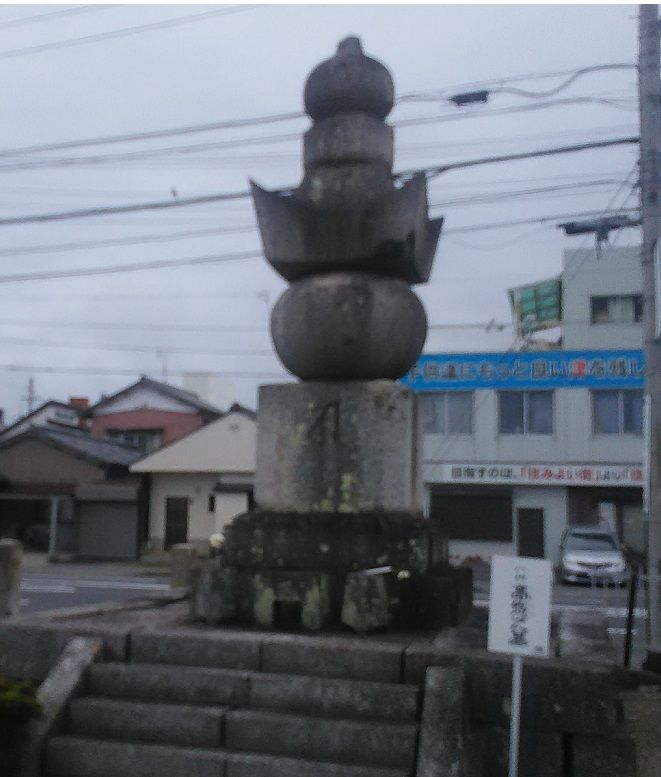
藤堂高悠の墓(津市寒松院)

生来から病弱ということもあって、明和7年（1770年）閏6月2日に20歳で病死した。嗣子がなく、跡を兄の高嶷が継いだ。

## 系譜
- 父：藤堂高朗
- 母：安藤信友の養女（安藤信周）
- 正室：無
  - 養子：藤堂高嶷（実兄）